# Liste der Monuments historiques in Messon
Die Liste der Monuments historiques in Messon führt die Monuments historiques in der französischen Gemeinde Messon auf.

## Liste der Objekte
| Bezeichnung                                             | Beschreibung                                                                                     | Standort                                | Kennzeichnung | Schutzstatus | Datum | Bild |
| ------------------------------------------------------- | ------------------------------------------------------------------------------------------------ | --------------------------------------- | ------------- | ------------ | ----- | ---- |
| Grabstein für Obers de Villeloup und Marie Champguillon | Kalkstein, bezeichnet 1282 und 1285                                                              | in der Kirche St-Pierre-ès-Liens (Lage) | PM10001228    | Classé       | 1908  |      |
| Tabernakel                                              | Holz, 17. Jahrhundert; in der Sakristei                                                          | in der Kirche St-Pierre-ès-Liens (Lage) | PM10004018    | Inscrit      | 1984  |      |
| Kanzel                                                  | Holz, vergoldet, 18. Jahrhundert                                                                 | in der Kirche St-Pierre-ès-Liens (Lage) | PM10004019    | Inscrit      | 1984  |      |
| Kirchenfenster                                          | aus dem 16. Jahrhundert                                                                          | in der Kirche St-Pierre-ès-Liens (Lage) | PM10001230    | Classé       | 1913  |      |
| Büste von Edme François Cognassé Desjardin de Fonvannes | Keramik, farbig gefasst, um 1810                                                                 | in der Kirche St-Pierre-ès-Liens (Lage) | PM10003467    | Classé       | 1896  |      |
| Skulptur Mariä Himmelfahrt                              | Holz, farbig gefasst, versilbert und vergoldet, 17. Jahrhundert, auf Sockel des 19. Jahrhunderts | in der Kirche St-Pierre-ès-Liens (Lage) | PM10004035    | Inscrit      | 1984  |      |
| Chorgestühl                                             | Holz, 17. Jahrhundert                                                                            | in der Kirche St-Pierre-ès-Liens (Lage) | PM10001231    | Classé       | 1988  |      |
| Skulptur Madonna mit Kind                               | Kalkstein, weiß getüncht, 16. Jahrhundert                                                        | in der Kirche St-Pierre-ès-Liens (Lage) | PM10001229    | Classé       | 1913  |      |